# Résolution 220 du Conseil de sécurité des Nations unies
Membres permanents
- Chine (Taïwan)
- États-Unis
- France
- Royaume-Uni
- URSS

Membres non permanents
- Argentine
- Bulgarie
- Jordanie
- Japon
- Mali
- Pays-Bas
- Nigeria
- Nouvelle-Zélande
- Ouganda
- Uruguay

Résolution no 219 Résolution no 221
La Résolution 220  est une résolution du Conseil de sécurité des Nations unies adoptée le 16 mars 1966, dans sa 1275e séance, après avoir réaffirmé les résolutions antérieures sur le sujet, le Conseil a prorogé le stationnement à Chypre de la Force des Nations unies chargée du maintien de la paix à Chypre (UNFICYP pour United Nations Peacekeeping Force in Cyprus) pour une période supplémentaire de trois mois, qui s'achèvera le 26 juin 1966. 
Le Conseil a également appelé les parties directement concernées à continuer à agir avec la plus grande retenue et de coopérer pleinement avec la force de maintien de la paix.
La Résolution 220 est la première à être adoptée avec le Conseil de sécurité nouvellement agrandi à 15 membres.

## Vote
La résolution a été approuvée à l'unanimité.

## Texte
- Résolution 220 Sur fr.wikisource.org
- Résolution 220 Sur en.wikisource.org